# Sagarika
Le Sagarika (Sanskrit: सागरिका, Sāgarikā Océanique) ou K-15 est un missile balistique indien de type mer-sol-balistique-stratégique (MSBS) de 700 km-750 km de portée.  

## Historique
Le développement du Sagarika s'inscrit dans le programme nucléaire de l'Inde. Son développement débute en 1991 sous le nom de projet K-15, qui concerne alors un missile balistique à courte portée (Short Range Ballistic Missile) lancé du sol, le Shaurya (en). Dérivé du précédent, le Sagarika est testé à 6 reprises depuis 2001, dont une à partir d'un ponton immergé au large de Vishakhapatnam, le 26 février 2008,,. 
Le 11 mars 2012, un tir réussi a été effectué à partir d'un sous-marin immergé  touchant sa cible placée à 700 km. Le missile est prévu au service actif en 2015.